# Timo Horn
Timo Horn (Köln, 1993. május 12. –) német korosztályos válogatott labdarúgó, a VfL Bochum játékosa.

## Pályafutása
2024. január 6-án a szezon végéig szóló szerződést írt alá az osztrák Red Bull Salzburg csapatával.
2024. augusztus 1-jén visszatért Németországba és 2026. június 30-ig aláírt a VfL Bochum csapatához.

## Sikerei, díjai
- 1. FC Köln
  - Bundesliga 2: 2013–14, 2018–19